# Pierre Boan
Pierre Boan est un curleur français né le 12 avril 1925 à Annecy et mort le 3 novembre 2011 à Sallanches.

## Biographie
Pierre Boan dispute huit éditions des Championnats du monde de curling (de 1968 à 1973, 1977 et 1978) ; il remporte en 1973 à Regina la médaille de bronze avec Gérard Pasquier, André Mabboux et André Tronc.